# Curchy-Dreslincourt
Ancienne commune de la Somme, la commune de Curchy-Dreslincourt a existé de 1966 à 1973. Elle a été créée en 1966 par la fusion des communes de Curchy et de Dreslincourt. En 1973 elle a fusionné avec la commune de Manicourt pour former la nouvelle commune de Curchy.